# Henry Fiuka
Henry Fiuka (São Paulo, 21 de dezembro de 2002) é um ator brasileiro, conhecido por interpretar Juninho na franquia Até que a Sorte nos Separe, posteriormente, por ter sido intérprete do Hugo em As Aventuras de Poliana.

## Carreira
Desde cedo apresentava dons artísticos, e aos 4/6 meses, sua mãe o colocou na Agência Désir. Em 2010 fez Daniel ainda criança em Escrito nas Estrelas, e ano seguinte, em 2011, interpretou Rafael na telenovela Morde & Assopra. Em 2012, 2013 e 2015, viveu Juninho, na franquia de filmes Até que a Sorte nos Separe. Em 2016, interpretou Nicolas, na telenovela Haja Coração. De 2018 até 2020, viveu o valentão Hugo, em uma das maiores telenovelas brasileiras, As Aventuras de Poliana. Temporada 1

## Filmografia

### Televisão
| Ano       | Título                  | Papel                     | Notas        |
| --------- | ----------------------- | ------------------------- | ------------ |
| 2010      | Escrito nas Estrelas    | Daniel Aguillar (criança) | Participação |
| 2011      | Morde & Assopra         | Rafael Gusmão Sampaio     |              |
| 2013      | Sangue Bom              | Pedro                     |              |
| 2016      | Haja Coração            | Nicolas Talarico          |              |
| 2017      | A Cara do Pai           |                           | Participação |
| 2018–2020 | As Aventuras de Poliana | Hugo Franco Moraes        | Temporada 1  |
| 2023      | Vicky e a Musa          | Rafinha                   |              |

### Cinema
| Ano  | Título                                         | Papel   |
| ---- | ---------------------------------------------- | ------- |
| 2012 | Até que a Sorte nos Separe                     | Juninho |
| 2013 | Até que a Sorte nos Separe 2                   | Juninho |
| 2015 | Até que a Sorte nos Separe 3: A Falência Final | Juninho |